# 黄志毅
黄志毅（1981年2月3日—），中国足球运动员。

## 俱乐部生涯
黄志毅在广州青年队接受青训训练，曾经代表广州锐克(即广州青年队)参加乙级联赛。2002年，广州锐克队解散后他被上调到中甲球队广州香雪后迅速成长，在2003赛季已经成为球队的绝对主力，上场时间居全队第一位，并因其长距离传球的功力而承担球队大部分前场定位球的主罚。
但2005年的一次膝盖受伤却成为黄志毅职业生涯的转折点。此后几个赛季黄志毅的膝盖旧患复发频繁，严重影响他在球场的发挥。他甚至缺席了广州医药在2008赛季的所有比赛，直到2009年5月15日，黄志毅在广州队主场1比1战平山东鲁能的比赛中替补出场，完成自己的中超首秀。2009赛季结束后，黄志毅因伤病被挂牌。
2009年赛季结束后，广州队投资方撤出并且面临因曾打假球的严厉处罚，对队内的多名球员进行了调整，黄志毅成为离队的球员之一，其后黄志毅选择了退役。12月18日，黄志毅和珠三角职业足球超级联赛球队江门千色花队签约准备参加五人制职业足球比赛。此后广州队被处罚降级，但是不久却获得了恒大地产的投资，重新制定了冲超的目标，也再次召回了黄志毅等球员，虽然错过了第一阶段联赛的报名，但是可以在6月的二次转会期进行注册。
2011年，黄志毅转投业余性质的澳门足球联赛球队海帆。